# Thelacantha
Thelacantha brevispina es una especie de araña araneomorfa de la familia Araneidae. Es el único miembro del género monotípico Thelacantha. Es originaria de Australia, sur de Asia, sudeste de Asia y Madagascar.